# ハローフィクサー
「ハローフィクサー」は、日本のバンド10-FEETの18枚目のシングルである。2019年7月24日発売。発売元はユニバーサルミュージック。

## 概要
前作から約2年ぶりとなるシングル。初動25400枚を売り上げ、週間6位を獲得した。関西テレビ系テレビドラマ『新・ミナミの帝王』第18作「バイトテロの誘惑」・第19作「失われた絆」エンディングテーマに起用されている。「heart blue」は、2024年のアニメ映画『Ultraman: Rising』の作中曲として使用された。

## 収録曲
全曲 作詞・作曲：TAKUMA、編曲：10-FEET
1. ハローフィクサー (3:26)
2. heart blue (2:38)
3. 123456789101112 (1:05)